# Delma concinna
Espèce
Synonymes
- Aclys concinna Kluge, 1974
- Aclys concinna major Storr, 1987

Delma concinna est une espèce de geckos de la famille des Pygopodidae.

## Répartition
Cette espèce est endémique des régions côtières du Sud-Ouest de l'Australie-Occidentale en Australie.

## Liste des sous-espèces
Selon The Reptile Database (24 janvier 2014) :
- Delma concinna concinna (Kluge, 1974)
- Delma concinna major (Storr, 1987)

## Publications originales
- Kluge, 1974 : A taxonomic revision of the lizard family Pygopodidae. Miscellaneous Publications, Museum of Zoology, University of Michigan, no 147, p. 1-221 (texte intégral).
- Storr, 1987 : Three new legless lizards (Pygopodidae) from Western Australia. Records of the Western Australian Museum, vol. 13, no 4, p. 345-355 (texte intégral).